# Josef Altenweisel

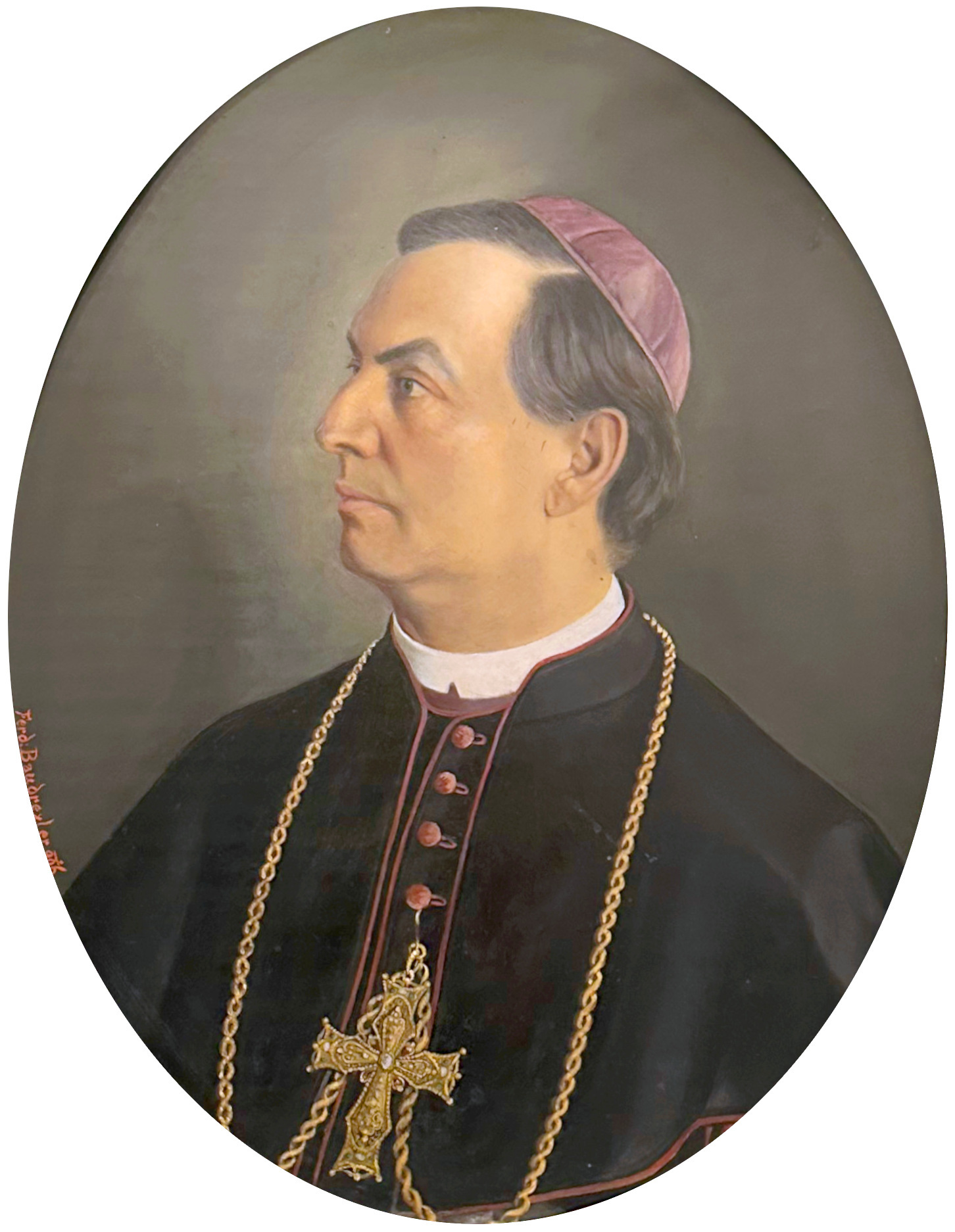
Fürstbischof Joseph Altenweisel (1906)

Josef Altenweisel (* 6. Dezember 1851  in Niederndorf, im Bezirk Kufstein, Tirol (Österreich); † 25. Juni 1912 in Deutschmatrei) war ein österreichischer Theologe und römisch-katholischer Fürstbischof von Brixen.

## Leben
Josef Altenweisel besuchte in Salzburg das Borromäum, legte die Reifeprüfung jedoch am Stiftsgymnasium der Benediktiner in Meran ab. Er studierte als Mitglied des  Collegium Germanicum an der Päpstlichen Universität Gregoriana in Rom Philosophie und Theologie. 1873 wurde ihm das Doktorat in Philosophie und 1877 jenes in Theologie verliehen. In Rom wurde er am 10. Juni 1876 zum Priester geweiht. Nach seiner Rückkehr aus Rom lehrte er am Kollegium Borromaeum Salzburg (einem Gymnasium) und ab 1883 als Professor für Dogmatik am Lyzeum (für Priesteranwärter) in Salzburg.
Er profilierte sich durch seine Teilnahme an den Österreichischen Katholikentagen und den Tätigkeiten der Leo-Gesellschaft. Altenweisel war in Salzburg neben seinem Lehrauftrag mit der Führung von bedeutenden kirchlichen Vereinen beschäftigt, darunter das katholische Aktionskomitee und der katholische Bücherverein. Er war Hauptbegründer der Volksbibliothek. Am 6. Mai 1904 wurde er mit kaiserlichem Dekret Franz Joseph I. zum Fürstbischof von Brixen ernannt. Diese Ernennung bestätigte Papst Pius X. am 2. Juli 1904. Konsekriert wurde er am 11. September 1904 in Rom  durch Kardinalstaatssekretär Rafael Merry del Val y Zulueta. Politische Spannungen überschatteten seine Amtszeit, denn er hatte seinem Klerus, der überwiegend christlichsozial gesinnt war, jede Art von Zusammenarbeit mit dem jungen Christlichsozialen Bauernbund verboten.

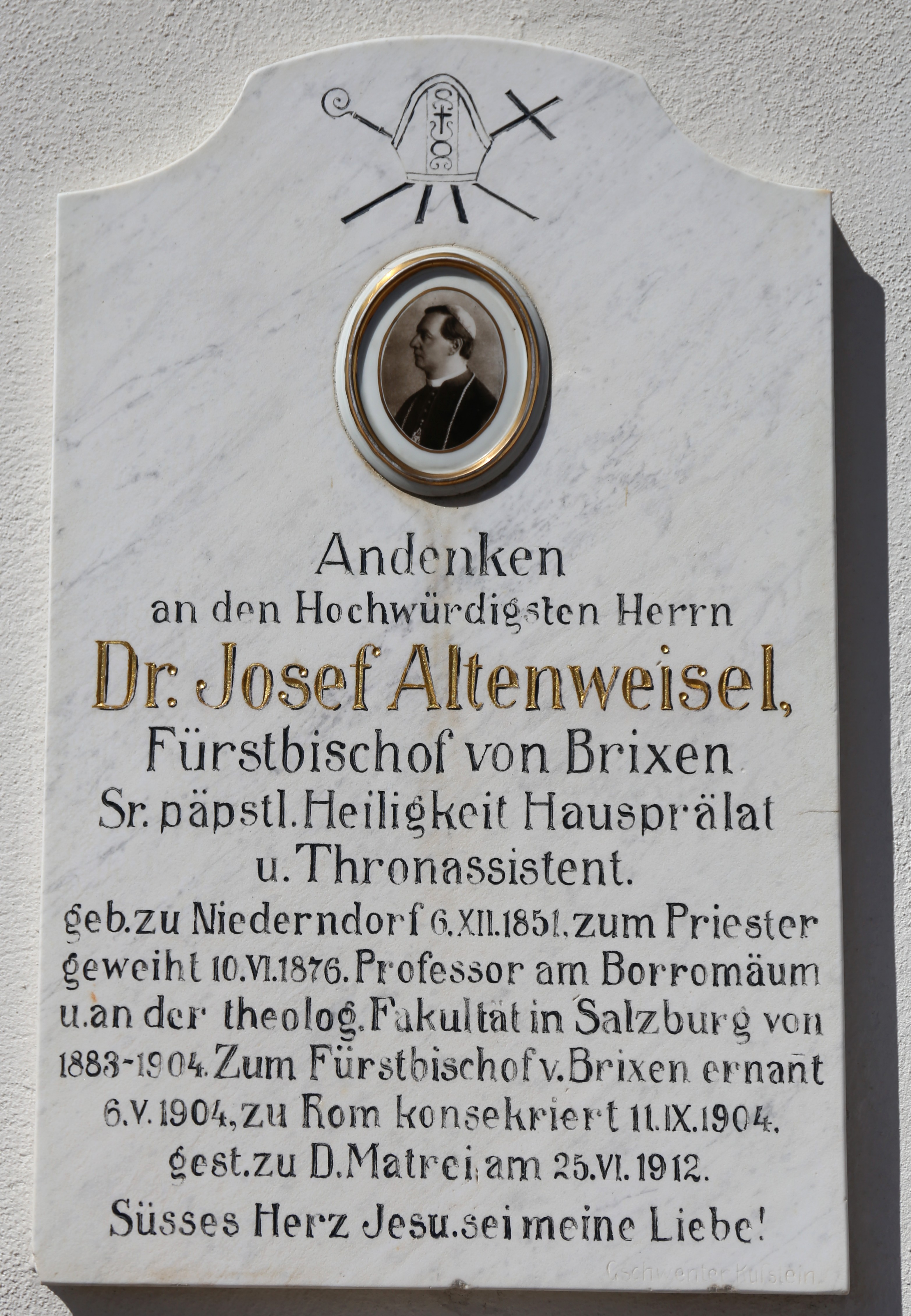
Gedenktafel an der Pfarrkirche St. Georg in Niederndorf

Er war Hausprälat Seiner päpstlichen Heiligkeit, Päpstlicher Thronassistent, königlich-kaiserlicher Regierungsrat, Mitglied des Österreichischen Reichsrates und Mitglied des Tiroler Landtags.
Im Mai 1907 wurde er Ehrenmitglied der KÖHV Leopoldina Innsbruck im ÖCV.
Am 25. Juni 1912 starb er an den Folgen eines während einer Firmungsreise nach Matrei erlittenen Schlaganfalls. Er wurde in der Bischofsgruft des Brixner Doms beigesetzt. Seine Büste zusammen mit vier weiteren Bischöfen ist unter der Statue des guten Hirten auf im Kirchenschiff des Brixener Doms abgebildet.